# Rúnar Kárason
Rúnar Kárason (Reykjavik, 24 de mayo de 1988) es un jugador de balonmano islandés que juega de lateral derecho en el ÍBV Vestmannaeyjar danés y en la selección de balonmano de Islandia.

## Palmarés

### Fram
- Liga de Islandia de balonmano (1): 2006

### Rhein-Neckar Löwen
- Copa EHF (1): 2013

## Clubes
- Fram Reykjavik (1994-2009)
- Füchse Berlin (2009-2011)
- Bergischer HC (2011-2012)
- TV Grosswallstadt (2012-2013)
- Rhein-Neckar Löwen (2013)
- TSV Hannover-Burgdorf (2013-2018)
- Ribe-Ebsjerg HH (2018-2021)
- ÍBV Vestmannaeyjar (2021- )